# Peter Preuß
Peter Preuß (* 8. Dezember 1953 in Düsseldorf) ist ein deutscher Politiker (CDU). Er war von 2005 bis 2022 Abgeordneter des Landtags von Nordrhein-Westfalen.

## Leben
Preuß machte 1968 seinen Volksschulabschluss und im Anschluss daran von 1968 bis 1971 eine Ausbildung zum Rechtsanwaltsgehilfen. Von 1971 bis 1976 war er als Rechtsanwaltsgehilfe und Bürovorsteher tätig. Danach besuchte er von 1976 bis 1978 das Wilhelm-Heinrich-Riehl-Kolleg, wo er 1978 sein Abitur machte. Bis 1983 absolvierte er danach ein Studium der Rechtswissenschaften an der Universität Köln und ist seit 1986 als selbstständiger Rechtsanwalt tätig.
Preuß lebt in Düsseldorf-Urdenbach, ist verheiratet und hat drei erwachsene Kinder.

## Politik
Preuß ist seit 1973 Mitglied der CDU, für die er derzeit das Amt des stellvertretenden Vorsitzenden der CDU Düsseldorf ausübt. Von 1985 bis 1998 war er Mitglied des Rates der Stadt Düsseldorf, wo er von 1989 bis 1994 Vorsitzender des Wohnungsausschusses und von 1994 bis 1998 Vorsitzender des Ausschusses für Planung und Stadtentwicklung war.
Preuß ist Kreisvorsitzender des CDA Kreisverbands Düsseldorf (Christlich-Demokratische Arbeitnehmerschaft Deutschlands).

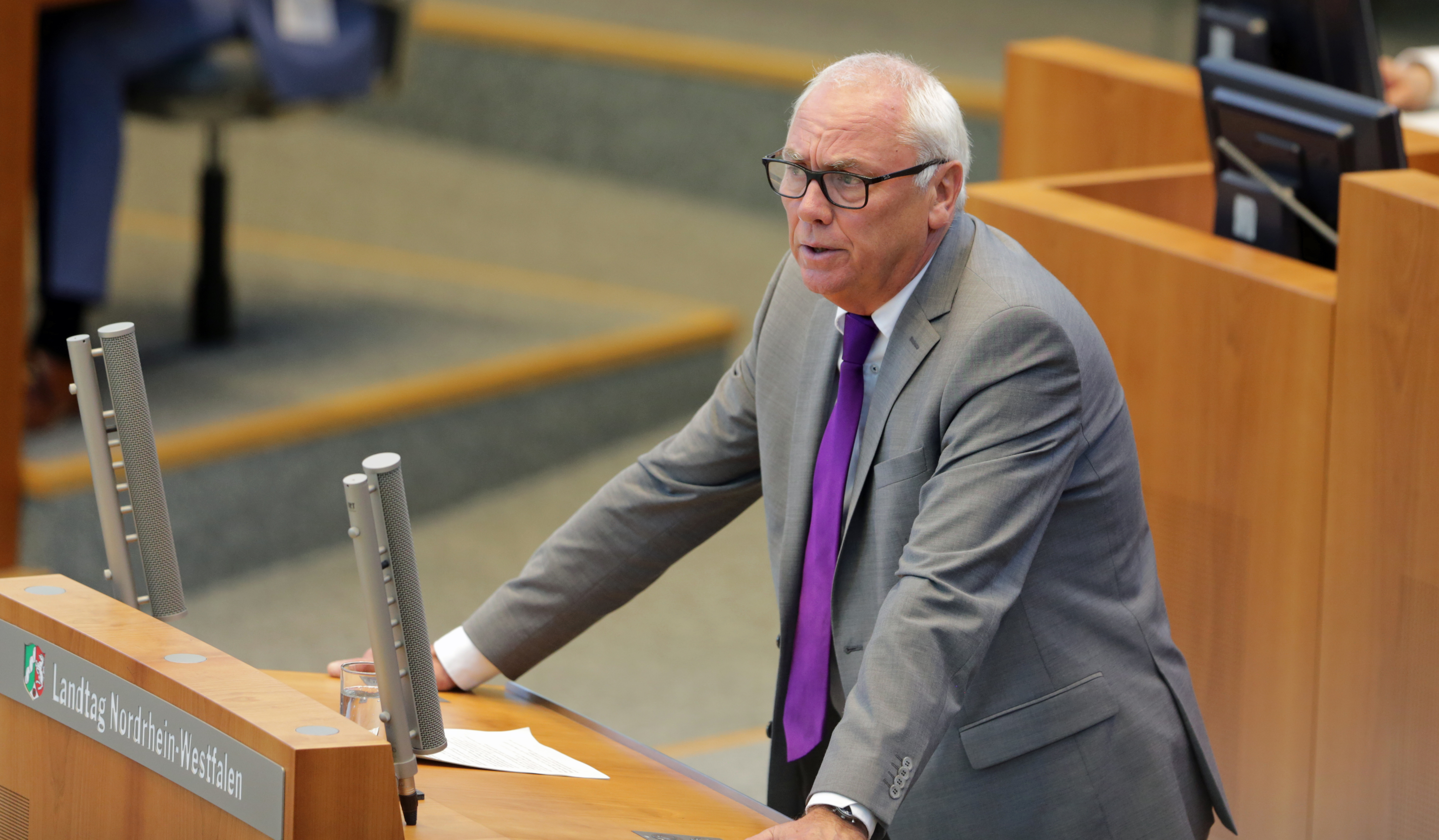
Rede bei Plenardebatte

Vom 8. Juni 2005 bis zum 31. Mai 2022 war Preuß Abgeordneter des Landtags von Nordrhein-Westfalen für den Wahlkreis 43 (Düsseldorf IV-Süd) (2005, 2010 und 2017 direkt gewählt, 2012 Einzug über die Landesliste). Er war ordentliches Mitglied im Ausschuss für Arbeit, Gesundheit und Soziales, im Hauptausschuss und im Parlamentarischen Untersuchungsausschuss I „Fall Amri“ sowie Vorsitzender des Parlamentarischen Kontrollgremiums nach § 23 des Verfassungsschutzgesetzes NRW. Ab 2011 war Preuß Sprecher der CDU-Landtagsfraktion für Arbeit, Gesundheit und Soziales. Nach der Landtagswahl 2022 schied er aus dem Landtag aus.

## Ehrenamt

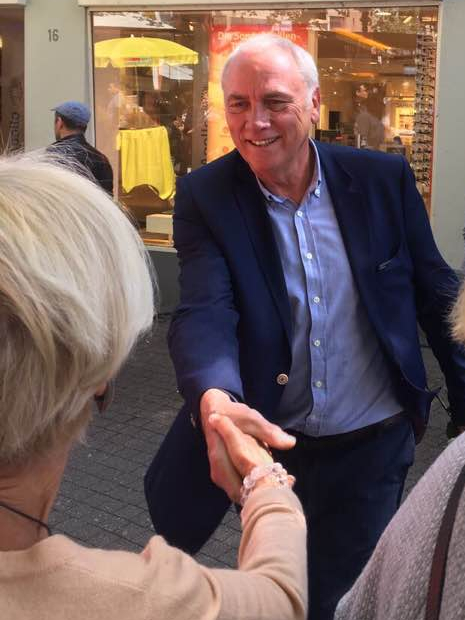

Preuß ist seit 2017 Vorsitzender des Stiftungsrats der Stiftung Wohlfahrtspflege NRW, seit 2021 Vorsitzender des Verband Wohneigentum NRW e.V. und engagiert sich ehrenamtlich als Vorsitzender der Katholischen Stiftung Marienhospital, Düsseldorf sowie als Mitglied des Vorstands des Kinderheims und der Kita „St. Raphael“, Düsseldorf.
Des Weiteren ist Preuß Vorsitzender der Aufsichtsräte der DWG Bau- und Betreuungsgesellschaft mbH, der DWG eG und der DWG Wohnen GmbH sowie Mitglied des Aufsichtsrats des Verbunds Katholischer Kliniken Düsseldorf gGmbH (VKKD).